# 加拿大的腐败
腐败是加拿大各地日益严重的问题。在透明国际2023年腐败感知指数中，加拿大在0（“高度腐败”）到100（“非常清廉”）的范围内得分为76。按分数排名，加拿大在指数调查的180个国家中排名第12位，排名第一的国家被认为拥有最诚实的公共部门。与世界范围内的分数相比，最好成绩为90分（排名第1），平均成绩为43分，最差成绩为11分（排名第180位）。与地区得分相比，加拿大的得分为 76 分，是美洲国家中最高分。 从地区来看，平均分为43分，最低分为13分。 
尽管根据腐败感知指数衡量，加拿大是美洲腐败程度最低的政府，但加拿大2023年的得分为76，这是自2012年（当时推出当前版本的指数）加拿大的最高得分84以来，缓慢下降至2022年的74以来的首次提高。政府内部的利益冲突、逃税以及洗钱的便利性是导致加拿大腐败的一些主要因素。
加拿大在反贿赂排名中垫底，因为“反贿赂措施执行很少或根本没有”。2014年安永全球欺诈调查发现，“20%的加拿大高管认为贿赂和腐败在加拿大普遍存在”。
反腐败法执行力度不强是显而易见的，最近针对SNC-Lavalin的案件就证明了这一点；这家加拿大建筑公司涉嫌向利比亚官员行贿4800万美元 ，导致总理贾斯汀·特鲁多内阁多名成员辞职。 

## 各地区的腐败情况

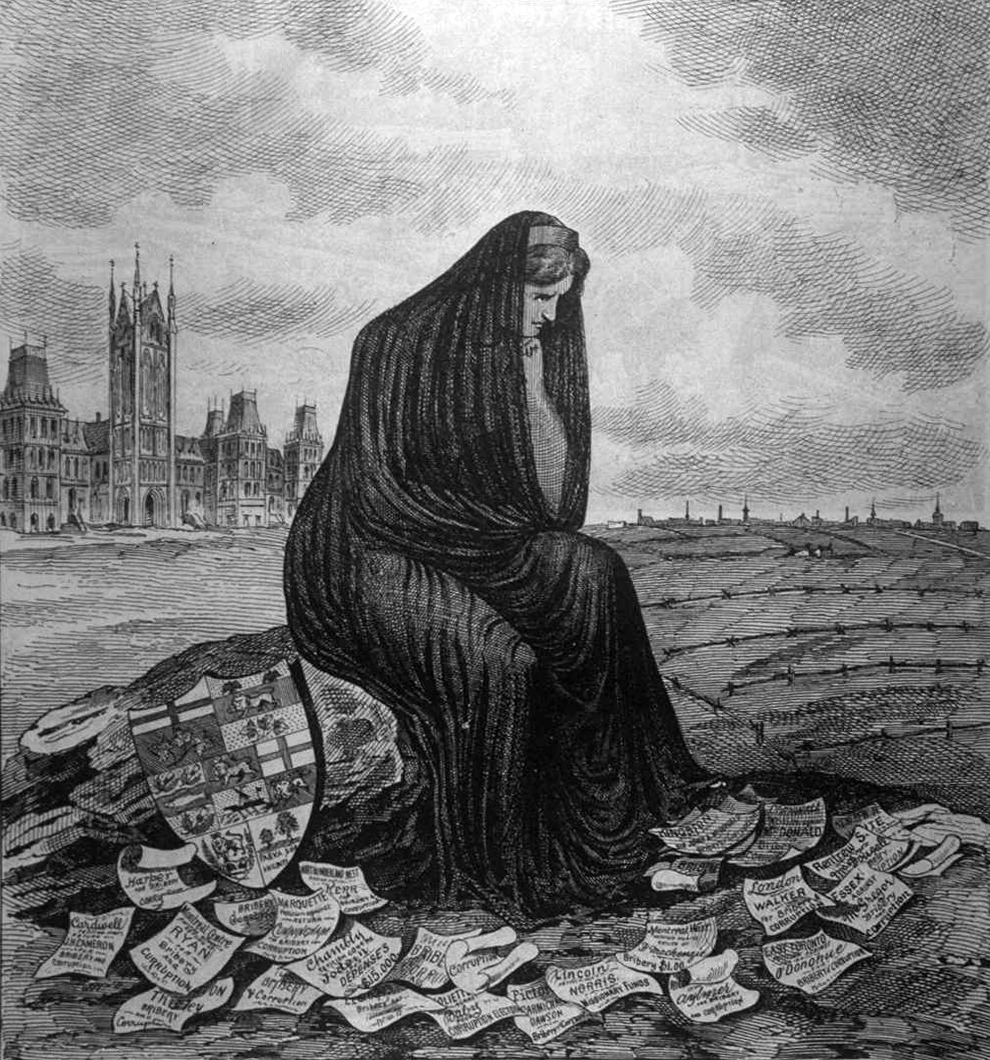
“Les remords de la patrie”（翻译：国家的悔恨），刊登于L'opinion publique 1874 年

### 安大略省
安大略省自由党在党魁兼安大略省省长凯瑟琳·韦恩的领导下，卷入了包括选举期间贿赂在内的腐败案件。著名自由党筹款人Gerry Lougheed Jr.被安大略省警察局（OPP）指控。后来被宣告无罪。
加拿大皇家骑警指控安大略省警察协会工会领导人犯有欺诈罪、洗钱罪和腐败罪。其中包括总裁詹姆斯（吉姆）克里斯蒂、副总裁马丁贝恩和首席行政官卡尔沃尔什。这些指控包括“用工会资金在巴哈马的公寓进行不寻常的投资”、“成立一家公司为工会业务和会员个人旅行提供独家旅行服务”、“成立一家咨询公司”向工会收取每月5,000美元的费用，以及“向工会收取可疑的度假和旅行费用”。

### 魁北克省
夏博诺委员会于2011年成立，负责调查魁北克的腐败行为。调查揭露了长期存在、大范围的腐败行为，包括“投标市政府的建筑公司之间的价格操纵计划”、“一些最大的工程公司向该省主要政党提供非法捐款”以及魁北克工人和劳工联合会、魁北克省最大的工会联合会魁北克劳工联合会（FTQ）与有组织犯罪之间的联系。
2015年，EBR信息技术公司、IBM加拿大公司和魁北克税务局的员工因在与省政府签订的计算机设备和服务合同中存在欺诈、共谋和违反信托行为而被捕。魁北克政府的计算机网络存在着普遍的“财务和管理违规行为”。
2017年1月26日，蒙特利尔前市长迈克尔·阿普尔鲍姆被判8项腐败相关指控。阿普尔鲍姆因收受与房地产开发项目以及NDG体育中心管理和维护的市政合同有关的现金回扣而被判有罪。
2017年3月，麦吉尔加拿大研究所前所长、学者安德鲁·波特（Andrew Potter）撰写了一篇批评魁北克公民社会的文章。在论证魁北克省存在社会弊病时，他提出的证据表明该省拥有加拿大最大的地下经济，并且许多公民经常通过非法但普遍存在的做法逃税。很快，针对波特的批评浪潮就此兴起，主要集中在他是一所地方大学的公费学者，因此发表这些言论是不恰当的，但事实却是毋庸置疑的。 

## 各部门的腐败情况

### 健康
加拿大卫生部前雇员、举报人希夫·乔普拉（Shiv Chopra）博士批评加拿大卫生部为了取悦产品制造商而规避安全性和有效性法规，系统性地与企业勾结，做出“涉及给社会带来新风险的议会外决定”，并为了追求资本利润而忽视保护健康和人类的责任”。Michele Brill-Edwards博士此前也发出过类似的警告，并表达了同样的担忧。
一些医生和诊所被发现向加拿大卫生系统多收费或重复收费。一些无需预约的诊所以更高的成本接收常规患者，但没有告知患者费用或其他可能提供的治疗选择。在加拿大，医生不会向患者透露就诊或治疗的费用。
一些牙医被发现通过修改程序代码、免除共同付费（使患者无需支付任何费用）或为非投保人的患者提供治疗等方式向投保患者过度收费。
在阿尔伯塔省，一项医疗调查证实了私人诊所存在插队和非法快速转诊的情况。艾伯塔省前卫生服务负责人斯蒂芬·达克特（Stephen Duckett）指出，“在他上任时，优先获得医疗服务是一种常见做法，政客们有中间人可以让有价值的选民更快地得到治疗。

### 教育
一些私立高中被发现非法和不道德地帮助学生获得虚高的成绩、学分和证书。因此，那些有经济能力的人能够进入顶尖大学学习，获得奖学金，而优秀学生则受到损害。这些学校被称为“信贷工厂”或“信贷商店”。政府监管不力是造成腐败的一个重要原因。
2007 年的一份报告称，加拿大大学的大多数学生都有作弊行为。在这些作弊者中，国际学生的比例特别高。“作弊的学生不太可能被抓到，即使被抓到，也不会受到什么惩罚。”

### 研究与学术出版
加拿大两家领先的医学期刊出版商Andrew John Publishing和Pulsus Group已被OMICS Publishing Group收购，后者被认为是一家掠夺性和垃圾科学出版商。OMICS正在受到FTC起诉。FTC指控OMICS“歪曲了其出版物的合法性，欺骗了研究人员，并隐瞒了巨额的出版费。”Pulsus Group已被Jeffrey Beall列入“潜在、可能或很有可能”的掠夺性开放获取出版商名单。

### 税收
加拿大的逃税率非常高。高净值个人和公司利用离岸避税天堂非法逃税。加拿大人有170 billion加元，跻身世界十大避税天堂之列。加拿大联邦和省政府损失约8 billion加元每年仅向避税天堂就损失8 billion加元。黑市或暗中商业活动也造成避税损失。逃税的全部成本估计为80 billion加元每年80 billion加元。律师、加拿大税务局、加拿大和外国银行的行政腐败和低效率助长了逃税和腐败。
加拿大的宽松监管使其成为一些国家存在匿名空壳公司，这些公司经常被用于逃税、洗钱、恐怖主义融资和有组织犯罪。加拿大税收公平组织估计，仅企业合法避税一项，每年就给加拿大国库造成近80亿加元的损失。当他们计算2015年的数字时，他们发现企业和个人合计捐赠了40 billion加元的资产被转移到避税天堂，其中最受欢迎的十个避税天堂目前持有270 billion加元的资产。270 billion加元加元资产。、
加拿大税务局指控享有盛誉的跨国会计师事务所毕马威（KPMG）向其客户提供逃税计划产品。法院指控毕马威的税务结构实际上是一个“骗局”，目的是为了欺骗税务机关。毕马威提供“免税”方案，收取15%的费用在法庭审理的一个案件中，它赚了30万美元的费用。

### 执法机构
加拿大皇家骑警自己的研究发现，1995年至2005年间发生了330起内部腐败案件“不当提供警方信息是最常见的腐败行为，其次是诈骗、滥用警察身份、盗窃和干扰司法程序。”这些数字可能低估了真实水平，因为加拿大皇家骑警承认多年来没有追踪“全国范围内数百起皇家骑警严重不当行为的案件”。此外，2013年，近300名现任和前任女皇家骑警加入了一项指控骚扰的集体诉讼。